# Гакі (конунг свеїв)
Гакі, Гаке, Гако (давньосканд. Haki, ? — близько 402) — легендарний конунґ в Уппланді у 400—402 роках. Про нього згадується у скандинавських саґах про Інґлінґів, Вельсунгів, «Тула про імена», «Дії данів».

## Життєпис
Був норманом або гетом. Син Гамундра. Гакі був відомим морським вікінгом. Він часто ходив у походи зі своїм братом Гаґбардом, але іноді самостійно. Саксон Граматик повідомляє про похід Гакі до Ірландії. Втім це вважається малоймовірним, напевне він ходив походом (можливо з данами) до Британію, де на той час влада Західної Римської імперії була номінальною або вже римські війська залишили провінцію.
Згідно з «Діями данів» Гаґбарда було вбито іншим вікінгом Сіґардом. Гакі помстився за смерть брата, але через деякий час Сіґвальд, син Сіґарда, прогнав його зі своєї землі. Гакі в походах зумів накопичити значні статки.
Одного разу, зібравши велике військо, Гакі вирушив війною до Світьода (східного Свеаланда). У його війську було 12 вікінгів, зокрема легендарний вояк Старкад Старий. Гакі зійшовся з військом конунґа Гуґлейка на полях Фюрі (південніше Старої Упсали). У бою Хуглейк та обидва його сини були вбиті, а відомі вояки Свіпдаґ і Ґейґад. Після цього Гакі став конунгом свеїв.
Гакі панував над свеями 3 роки. Весь цей час його люди ходили в походи і збирали багату здобич. Коли вікінги Гакі пішли в черговий похід, небожі Гуґлейка — Йорунд і Ерік при підтримці Гудьога, конунґа Голуґаланду вдерлися до його володінь. Дізнавшись про повернення Інґлінґів, багато народу приєдналося до них. Битва між братами і невеликим військом Гакі сталася на полях Фюрі. Гакі бився дуже завзято, вбив Еріка і зрубав стяг братів. Йорунд зі своїм військом втік на кораблі.
Проте Гакі отримав у бою такі важкі поранення, що відчув швидку смерть. Він велів навантажити свій бойовий човен мерцями і зброєю, відправивши його у море. Він велів потім закріпити годувало, підняти вітрило й розвести на човні багаття зі смолистих дров. Вітер дув з берега. Гакі був при смерті або вже мертвий, коли його поклали на вогнище. Палаюча тура попливла в море, і довго жила слава про смерть Гакі.